# اللجنة الإيطالية للتحقيق في ادعاءات العلوم الزائفة
اللجنة الإيطالية للتحقيق في ادعاءات العلوم الزائفة (CICAP) هي منظمة تعليمية إيطالية غير ربحية متشككة، تأسست عام 1989. الهدف الرئيسي لـ CICAP هو تعزيز البحث العلمي والنقدي في العلوم الزائفة، والخوارق، وما يسمى بالألغاز وغير العادية، بهدف تشجيع موقف أكثر علمية والتفكير النقدي.
المنظمة عضو في المجلس الأوروبي للمنظمات المتشككة.

## التاريخ
تأسست CICAP على يد الصحفي العلمي الإيطالي بييرو أنجيلا مع مجموعة من العلماء بما في ذلك مارغريتا هاك وتوليو ريج وسيرجيو ديلا سالا. يعود تاريخ المحاولة الأولى لإنشاء منظمة تحقق في الظواهر الخارقة المزعومة في إيطاليا إلى عام 1978، أي بعد عامين فقط من تأسيس لجنة التحقق من الشك (اليوم CFI)، عندما تابعت برنامج بييرو أنجيلا التلفزيوني Indagine sulla parapsicologia (استفسار عن علم التخاطر)، 22 عالمًا وعالمًا. أصدر باحثون من مختلف التخصصات إعلانًا مشتركًا يدعو إلى إنشاء لجنة لفحص الظواهر الخارقة المزعومة.
لم تظهر المبادرة إلى حيز الوجود حتى 1987-1988، عندما قام بييرو أنجيلا بتنظيم اجتماعات عديدة بين المشتركين الإيطاليين في مجلة Skeptical Inquirer والتي أدت إلى اجتماع عام أولي في تورينو في 9 أكتوبر 1988. تم خلال الاجتماع توضيح أهداف الجمعية وغاياتها. تم تعريفها وتم تسمية اللجنة: Comitato italiano per il controllo delle affermazioni sul paranormale (اللجنة الإيطالية للتحقيق في ادعاءات الخوارق)، وقد تم اختيارها لأن اختصارها "CICAP" يشبه كلمة "فحص" باللغة الإنجليزية.
تم إضفاء الطابع الرسمي على اللجنة في 12 يونيو 1989. وتم تعيين ستينو فيرلوجا رئيسًا، ولورينزو مونتالي سكرتيرًا وماسيمو بوليدورو مديرًا لمجلة الجمعية. اثنان من الحائزين على جائزة نوبل هما أو كانا أعضاء: كارلو روبيا وريتا ليفي مونتالسيني. ومن بين الأعضاء البارزين الآخرين الفيلسوف والسيميائي والروائي أومبرتو إيكو.
في البداية، كان CICAP مهتمًا في المقام الأول بعلم التخاطر (التخاطر، والتحريك النفسي، وما إلى ذلك). مع مرور الوقت، بدأ CICAP يتفرع إلى مجالات أخرى من العلوم الزائفة (مثل الطب البديل)، سواء التاريخية (مثل تلك التي تنطوي على التنانين أو السيف في الصخر) وقبل كل شيء، الأساطير المعاصرة (الأساطير الحضرية). وقد دفع ارتفاع شعبية الظواهر العلمية الزائفة الأخرى المنظمة إلى تغيير اسمها.[4] في سبتمبر 2013، أعلنت CICAP عن تغيير في اسمها بتغيير حرف P من الاختصار للدلالة على "علم زائف" بدلاً من "خوارق" (خوارق). ولا يشمل الاسم الجديد الظواهر الخارقة للطبيعة فحسب، بل يشمل أيضًا الأفكار والادعاءات العلمية الزائفة المتعلقة بالممارسات التي لم تثبت فعاليتها علميًا، ونظريات المؤامرة، والأساطير الحضرية، والتزييف التاريخي.

## المدى
يمكن تقسيم المواضيع التي تبحثها CICAP إلى ثلاث فئات:
- الظواهر الخارقة التي من شأنها أن تنتهك القوانين الأساسية للعلم الحديث: التحقيقات في علم التخاطر مثل التخاطر، والإدراك المسبق، والاستبصار، والتحريك الذهني. المواضيع الأخرى التي تندرج ضمن هذه الفئة توصف عمومًا بأنها "غير قابلة للتفسير علميًا": المشي على النار، والظواهر الصوتية الإلكترونية (EVP)، والأحداث الدينية الخارقة، وما إلى ذلك.
- العلوم الزائفة: تلك التخصصات التي تدعي أنها صالحة من الناحية العلمية ولكنها تتهرب بشكل منهجي من التحقق التجريبي عند تطبيق المنهج العلمي: علم التنجيم، والطب البديل، والخلق، والإشعاع الأرضي، وعلم الأعداد، وما إلى ذلك.
- الألغاز والأساطير: القصص التي ليست خوارق تمامًا ولكنها غير عادية مثل الأساطير الحضرية والأجسام الطائرة المجهولة والأحداث الغريبة المزعومة مثل دوائر المحاصيل والأساطير التقليدية مثل تلك التي تتضمن التنانين أو السيف في الحجر.

## الأسلوب
يطبق CICAP الشك العقلاني في أنشطته. وهذا يفترض أن كل بيان تجريبي لا يمكن قبوله إلا بعد التحقق التجريبي. يطبق CICAP المنهج العلمي في تحقيقاته. غالبًا ما يستخدم CICAP تعاون السحرة في تحقيقاته للتأكد من إمكانية استخدام الحيل. على سبيل المثال، سيلفان هو من المتعاطفين مع CICAP وقد تعاون مع CICAP في بعض مبادراته.

## المنظمة
تمول الجمعية نفسها ذاتيًا: مصادر الدخل الرئيسية هي رسوم التسجيل والتبرعات وعائدات المطبوعات والدورات. الغريب، بالنظر إلى أن ثروته كانت مبنية على الخوارق الفنية والأدبية، كان انضمام تيزيانو سكلافي، الذي ساهم بخمسة ملايين ليرة. Sclavi هو في الواقع من مؤيدي CICAP وأعلن أن السحر والظواهر الخارقة شيء عظيم في الخيال ولكن هذا الواقع شيء آخر تمامًا.